# Конрад IV (Фрайбург)
Конрад IV Фюрстембергский (нем. Konrad III. von Freiburg; 1372 — 16 апреля 1424) — титулярный граф Фрейбурга-ин-Брейсгау, с 1395 года граф Невшателя. Сеньор Мелена, Баденвайлера, Шамплитта, Виллофана, Ванна, Авелена, Боса, Сёрра, Бельфора, ландграф Брейсгау, хранитель долины Морто. Сын Эгона III Фрейбургского.
Иногда нумеруется как Конрад III, если не учитывать Конрада (II) (ум. 1301/02), пробста в Констанце, сына Конрада I.

## Биография
После смерти отца в 1385 году до совершеннолетия воспитывался у тётки — Изабеллы, графини Невшателя.
В 1395 году Изабелла умерла, оставив Конрада своим наследником. Тот прибыл в Бургундию и вступил во владение своими новыми землями, подтвердив привилегии городов.
В 1398 году, чтобы расплатиться с долгами отца, заложил Габсбургам сеньорию Баденвайлер за 28 тысяч гульденов.
В начале марта 1404 года отправился в Святую Землю посетить Гроб Господень, где пробыл до 1406 года. Для управления Невшателем назначил Совет из 4 человек, во главе которого — Жан Вотье де Коломбье с должностью администратора графства, и другой Совет — в составе 4 представителей купеческого сословия.
В 1412 году упразднил должность лейтенанта Невшателя, которую до этого занимал Вотье де Рошфор — внебрачный сын Людовика I Невшательского.

## Семья
Первая жена (контракт от 01.05.1390) — Мария (ум. 29 марта 1407), дочь Жана III де Вержи. Вторая жена — Аликс де Бо, дама д’Обань, графиня ди Авеллина (ум. 1426). Сын (от первой жены):
- Жан, граф Невшателя (ум. 1457).

Сестра Конрада IV Анна была замужем за Рудольфом, маркграфом фон Хахберг-Заузенберг. Их внук Рудольф IV после смерти Жана — сына Конрада IV унаследовал все его владения.